# Ашмид, Никель
Никель Ашмид (англ. Nickel Ashmeade; род. 7 апреля 1990 года, Очо-Риос, Ямайка) — ямайский спринтер. чемпион мира 2013 года в эстафете 4×100 м.
Первого международного успеха добился в 2006 году выиграв забеги на 100 метров и эстафету 4×100 метров на юниорском чемпионате стран Центральной Америки и Карибского бассейна. В 2007 году выиграл серебряную награду в забеге на 100 метров на юниорском чемпионате мира в Остраве. В 2008 году выиграл две серебряные награды на молодёжном чемпионате мира в Быдгоще в забеге на 200 метров и эстафете 4×100 метров. В 2009 году завоевал золото на молодёжном панамериканском чемпионате в забеге на 200 метров. Перейдя во взрослый разряд в 2009 году на протяжении нескольких лет серьёзных успехов не добивался. В 2013 году на первенстве Ямайки отобрался на чемпионат мира 2013 года в Москве. В полуфинальном забеге чемпионата мира на 100 метрах улучшает личный рекорд — 9.90, однако в финале занимает лишь 5-е место. В составе эстафетной сборной в забеге 4×100 метров участвует в финальном забеге, выигрывает золотые награды. На чемпионате мира 2015 года в Пекине вновь стал чемпионом мира в эстафете 4×100 метров.